# Alfortville-Nord (tổng)
Tổng Alfortville-Nord là một tổng thuộc tỉnh Val-de-Marne trong vùng Île-de-France.

## Các xã
Tổng Alfortville-Nord gồm phần phía bắc của xã Alfortville. Đông nam là tổng Alfortville-Sud.
| Xã          | Dân số | Mã bưu chính | Mã insee |
| ----------- | ------ | ------------ | -------- |
| Alfortville | 36 232 | 94 140       | 94 002   |

## Thông tin nhân khẩu
| 1962                                                     | 1968 | 1975 | 1982 | 1990   | 1999   |
| -------------------------------------------------------- | ---- | ---- | ---- | ------ | ------ |
|                                                          |      |      |      | 19 134 | 19 846 |
| Nombre retenu à partir de 1962 : dân số không tính trùng |      |      |      |        |        |